# Leptocephalus giganteus
Espèce
Leptocephalus giganteus est une espèce de poissons appartenant à la famille des Notacanthidae.